# Skala polowa
Skala polowa – służy do wyrażania wielkości zmniejszenia powierzchni na mapie (np. powierzchnia jeziora, miasta). Np.: 1 m² – 1.000.000 mm² lub 1 m² → 1.000.000 mm².
Skalę polową można podać tylko dla map wykonanych w odwzorowaniach wiernopowierzchniowych (wiernopolowych) lub dla map w dużych skalach.